# Carex sanctae-marthae
Carex sanctae-marthae är en halvgräsart som beskrevs av L.E.Mora och J.O.Rangel. Carex sanctae-marthae ingår i släktet starrar, och familjen halvgräs.
Artens utbredningsområde är Colombia. Inga underarter finns listade i Catalogue of Life.